# Switzerland (album Electric Six)
Switzerland – trzeci album Electric Six wydany w 2006 roku. Zawiera trzynaście premierowych utworów.
Zawartość albumu według słów grupy:

[...] po raz pierwszy, żadna z piosenek na płycie nie ma słowa "taniec" lub odmiany słowa "taniec" w tytule. Ale bez obaw. Mamy piosenki ze słowami "narkotyki", "dziewczyny", "dziś wieczór", "noc", "głośniej" i "impreza" w tytule, więc nie porzuciliśmy jeszcze naszej filozofii.

## Spis utworów
1. "The Band in Hell" – 3:19
2. "I Buy the Drugs" – 3:22
3. "Mr. Woman" – 2:52
4. "Night Vision" – 4:03
5. "Infected Girls" – 3:29
6. "Pulling the Plug on the Party" – 2:54
7. "Rubber Rocket" – 3:37
8. "Pink Flamingos" – 2:42
9. "I Wish This Song Was Louder" – 3:14
10. "Slices of You" – 4:17
11. "There's Something Very Wrong With Us, So Let's Go Out Tonight" – 4:23
12. "Germans in Mexico" – 3:01
13. "Chocolate Pope" – 1:02

Australijska edycja albumu wydana przez Inertia Records zawierała czternasty utwór, remiks autorstwa Midnight Juggernauts utworu "The Future Is in the Future" z poprzedniego albumu, Señor Smoke.

## Teledyski
Powstało siedem niskobudżetowych teledysków do utworów z albumu, udostępnionych na YouTube:
- "I Buy the Drugs"
- "Chocolate Pope"
- "Mr. Woman"
- "Pulling the Plug on the Party"
- "There's Something Very Wrong With Us So Let's Go Out Tonight"
- "Rubber Rocket"
- "Infected Girls".